# Hai Yorokonde
«Hai Yorokonde» (はいよろこんで?  lit. Si, con mucho gusto) es una canción del cantante japonés y compositor y personalidad en Internet Kocchi no Kento, lanzada como sencillo por Blowout Inc. el 27 de mayo de 2024. Escrita por Kocchi no Kento y GRP, es una canción pop melancólica sobre la vida diaria de los asalariados cuyo estrés ha alcanzado su punto máximo. La portada de la canción y el video musical que la acompaña fueron creados por Kazuya Kanehisa, que se asemejan a los manga y anime de la era Shōwa de los años 1950-60.
La canción se volvió viral en las redes sociales poco después de su lanzamiento en Japón. Encabezó la lista Heatseekers Songs de Billboard Japan, y posteriormente alcanzó el puesto número cinco en el Japan Hot 100  y el número dos en el Global Japan Songs Excl. Japan. La versión en inglés, traducida por Penthouse Shintaro Naomika, fue lanzado el 31 de julio. Kocchi no Kento se presentó en televisión en CDTV Live! Live! el 5 de agosto, además de aparecer en el canal de YouTube The First Take el 30 de agosto.

## Créditos y personal
- Kocchi no Kento – voz, letras, composición
- GRP – composición, arreglo
- Midori Furusawa – grabación
- Hideki Ataki – mezcla
- Kazuya Kanehisa – video musical, portada

## Gráficos
| Gráfico (2024)                       | Posicióm más alta |
| ------------------------------------ | ----------------- |
| Global Excl. US(Billboard)           | 99                |
| Japón (Japan Hot 100)                | 5                 |
| Japan Heatseekers (Billboard Japan)  | 1                 |
| Singles combinados de Japón (Oricon) | 7                 |
| South Korea Download (Circle)        | 122               |